# Dong Fangyu
Dong Fangyu (chinesisch 董方雨 Dǒng Fāngyǔ) ist eine chinesische Fußballschiedsrichterin.
Seit 2021 steht sie auf der Liste der FIFA-Schiedsrichter und leitet internationale Fußballpartien.
Dong Fangyu war bei den Asienspielen 2022 in China im Einsatz. Bei der U-20-Asienmeisterschaft 2024 in Usbekistan leitete Dong Fangyu insgesamt vier Spiele, darunter ein Halbfinale und das Finale zwischen Japan und Nordkorea (1:2). Zudem wurde Dong Fangyu für die U-20-Weltmeisterschaft 2024 in Kolumbien nominiert.